# Pawala Valley Ridge
Pawala Valley Ridge est une montagne des îles Pitcairn, le point culminant du territoire. Elle se situe à une altitude de 347 mètres sur l'île principale.